# Lahaou Konaté
Lahaou Konaté (Créteil, 17 novembre 1991) è un cestista francese.

## Palmarès
- Coppa di Francia: 1

Le Mans: 2015-16
- Match des Champions: 1

Nanterre: 2017
- Coppa Intercontinentale: 1

Canarias: 2020